# Rantau Langsat
Rantau Langsat is een bestuurslaag in het regentschap Indragiri Hulu van de provincie Riau, Indonesië. Rantau Langsat telt 1496 inwoners (volkstelling 2010).